# Mobbing (etologie)

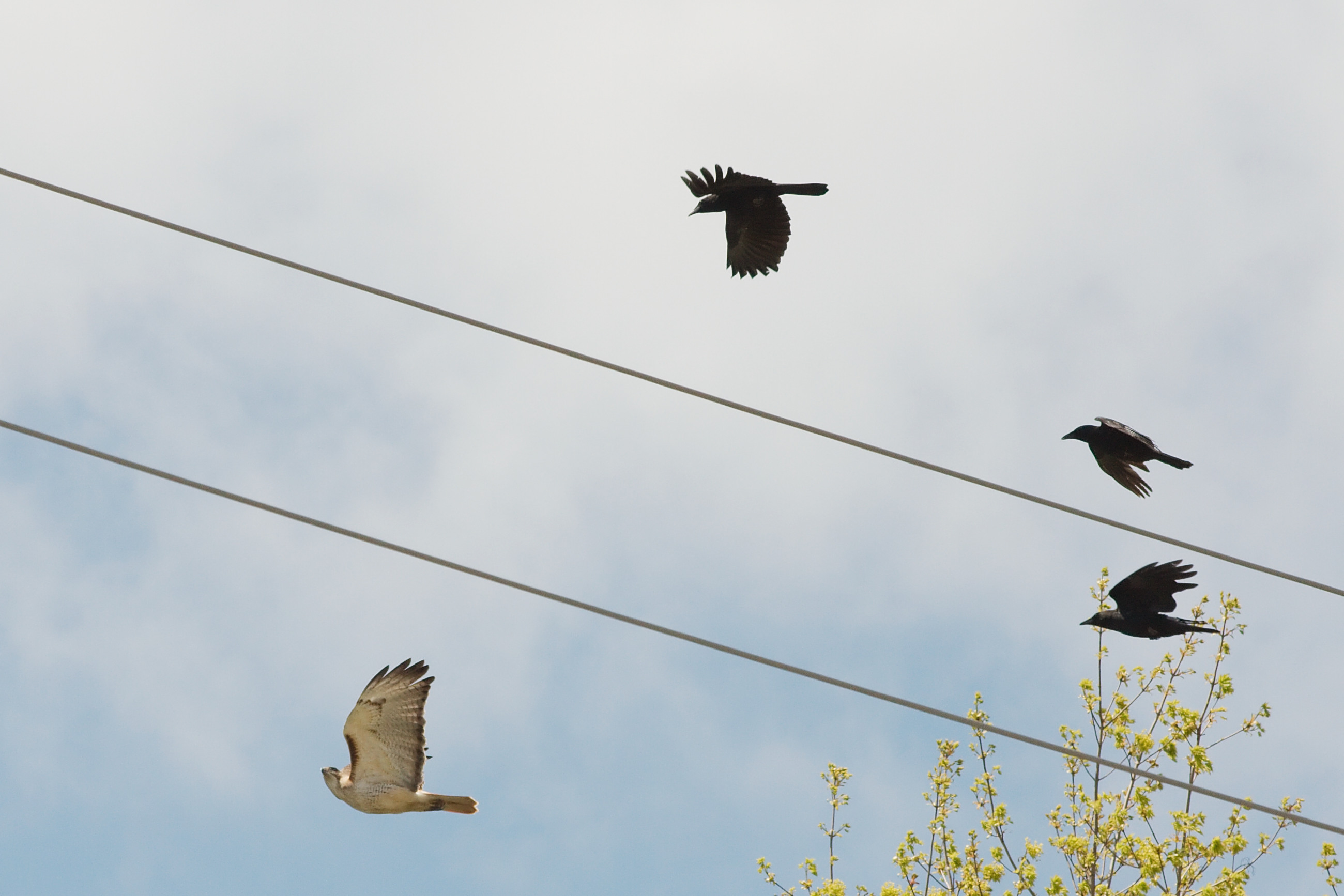
Vrány provádí mobbing na káni rudoocasé

Mobbing znamená v etologickém kontextu protipredační strategii (způsob obrany proti predátorovi), ve které kořist hromadně pronásleduje a útočí na predátora, obvykle aby ochránili svá mláďata. 
Mobbing můžeme nejčastěji pozorovat u ptáků, ale jeho užíváním jsou proslulí i například surikaty.
I přestože se vyvinul v několika rodech nezávisle, mobbing vždycky chrání ta zvířata, kde se predátoři soustředí na mláďata. Díky tomu mají často takové druhy nenápadné zbarvení pouze v mládí a v dospělosti naopak nabývají pestrých barev.
Ptákům využívajícím mobbing se často otevírá zranitelný predátor svým denním spánkem, ve kterém nabývá síly pro svůj noční lov.
Konrad Lorenz ve svém spisu O agresi (1966) zařadil mobbing mezi jedno z instinktivních darwinistických chování. Navrhl také, že lidé jsou ovlivňováni podobnými tlaky, ale jsou schopni je držet na uzdě (viz mobbing).

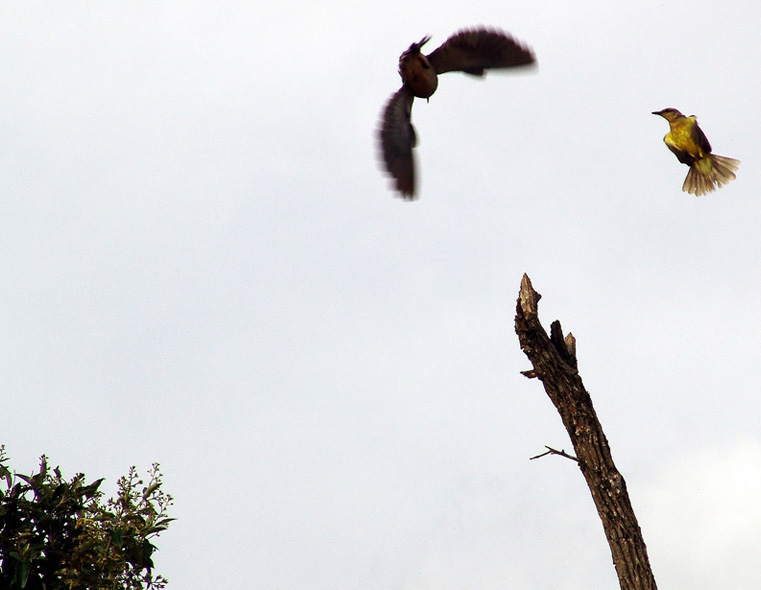
Tyran bentevi (vpravo) aplikuje mobbing na jestřábovi

## U ptáků
Ptáci jako racci, kteří se páří v koloniích, útočí na vetřelce zdaleka nejčastěji. V Severní Americe můžeme pozorovat mobbing u drozdů, vran, sojek, sýkor černohlavých, rybáků a kosů. Mobbing však neslouží jen jako preventivní útočení na predátory, v rámci hromadných útoků také kradou svým predátorům žrádlo nebo je odhání od zdrojů potravy.

## U jiných zvířat

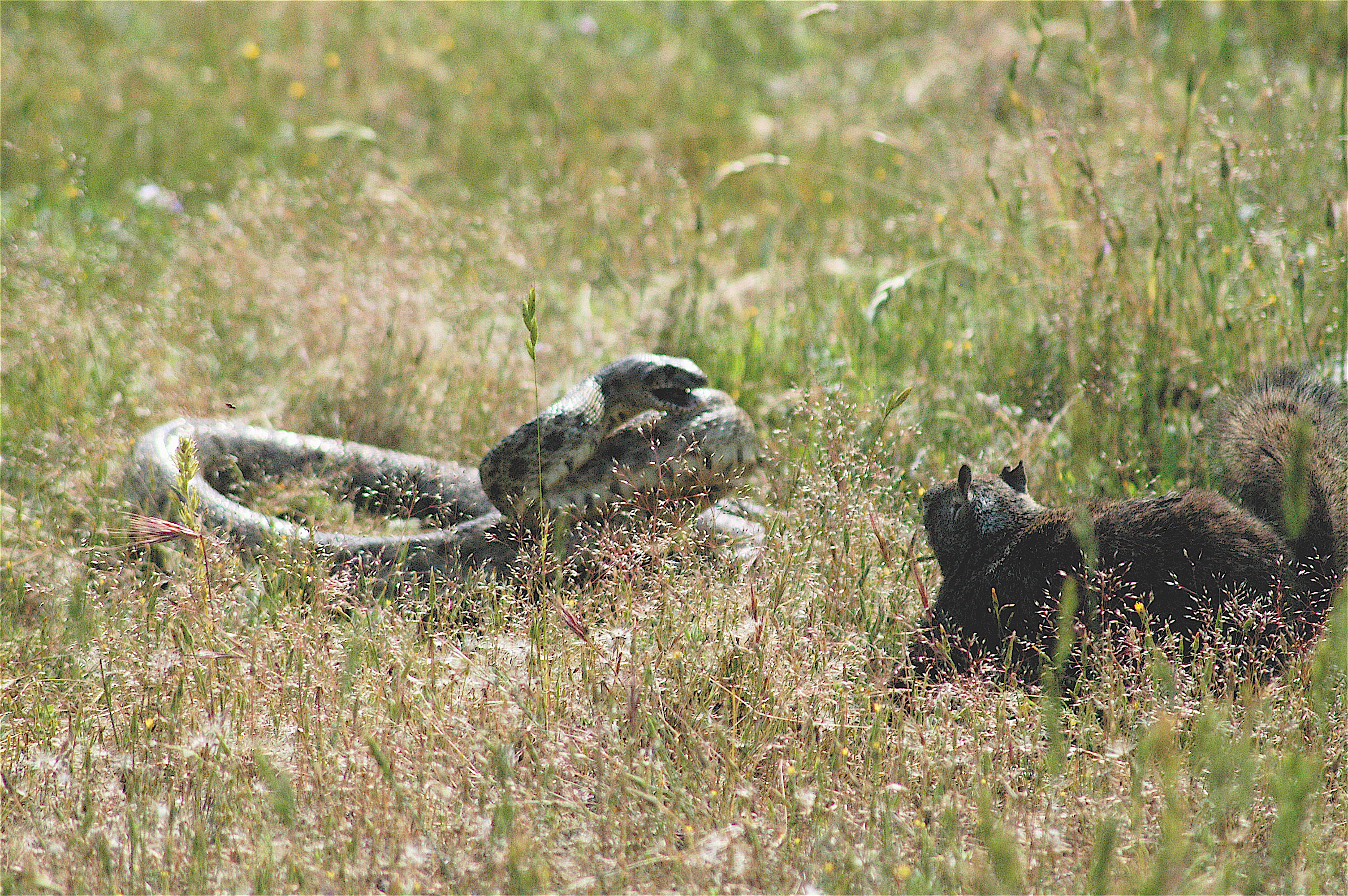
Mobbing je u kalifornských syslů veveřích příkladem konvergentní evoluce

Jedním příkladem mobbingu u druhů mimo ptáky je sysel veveří, který odvádí pozornost predátorů jakými je chřestýš nebo užovka sanmartinská od místa, vykopáváním písku, který narušuje smyslové orgány hada.